# Babe Didrikson-Zaharias
Mildred Ella Didrikson, coniugata Zaharias, detta Babe (Port Arthur, 26 giugno 1911 – Galveston, 27 settembre 1956), è stata una giavellottista, ostacolista, altista, cestista e golfista statunitense, vincitrice di due medaglie d'oro e una d'argento ai Giochi olimpici di Los Angeles 1932.
È considerata una delle più grandi atlete pluridisciplinari di ogni epoca.

## Biografia
Nata Mildred Didrikson a Port Arthur, in Texas, il 26 giugno 1911 come ultima di sei figli da genitori di origini norvegesi. Fin da giovane, oltre ai suoi risultati per lo sport, era anche un'ottima cantante e suonatrice di armonica. Pochi mesi prima dei Giochi olimpici di Los Angeles del 1932, Mildred prese parte ai Campionati americani di pallacanestro e fu decisiva per la vittoria della propria squadra. Si qualificò per ben cinque competizioni olimpiche, ma fu costretta a sceglierne solo tre (il lancio del giavellotto, gli 80 metri ostacoli e il salto in alto), poiché, all'epoca, il regolamento olimpico impediva a una donna di partecipare a più di tre discipline.
In quel periodo, gli anni trenta, la sua immagine dava alla stampa una ragazza fin troppo sicura di vincere sempre, e in certi casi un po' arrogante; alle interviste, infatti, si presentava assieme alla sua armonica, e dava spettacolo suonandola davanti ai giornalisti. Dopo le Olimpiadi di Los Angeles, decise di dedicarsi al golf, diventando in poco tempo la miglior giocatrice e fondando nel 1950 la LPGA assieme ad altre tredici note esponenti della disciplina.
Nel 1938 si sposò con George Zaharias, famoso lottatore, che rinunciò alla sua professione per passare più tempo assieme alla moglie. La coppia non ebbe figli. Anni dopo la Didriksen incontrò una certa Betty Dodd che divenne la sua compagna; alcune fonti, infatti, citano come Mildred fosse lesbica o bisessuale. Nonostante ciò, il marito continuò a starle vicino anche durante la sua malattia, un cancro al colon diagnosticato nel 1953, che la portò alla morte nel settembre del 1956 in Texas.
È citata nel Guinness dei primati, insieme a Lottie Dod, come atleta pluridisciplinare più versatile di tutti i tempi. Ottenne risultati importanti nel golf, nella pallacanestro e nell'atletica leggera. Il 6 giugno 2012 è stata introdotta nella IAAF Hall of Fame.

### Pallacanestro
Babe Didrikson fu un'eccellente giocatrice di basket; ai tempi in cui militava nella Beaumont High School fu assunta con uno stipendio di 75 dollari dalla Employers Casualty Company (una società assicurativa con sede a Dallas) per giocare nella squadra dell'azienda. Militò pertanto in Amateur Athletic Union (AAU), divenendo una delle più affermate giocatrici della lega: fu infatti All-American dal 1930 al 1932.
Dopo l'esperienza in AAU, nel 1933 decise di giocare in una squadra itinerante composta da uomini e donne, creata dal promoter Ray Doan e denominata "Babe Didrikson's All-Americans". La squadra giocava partite di esibizione contro le più famose formazioni maschili dell'epoca, come ad esempio gli Akron Firestone Non-Skids.
Al termine della stagione (primavera 1934) lo stesso Doan le propose di giocare nella House of David, squadra composta esclusivamente da uomini con la barba nata all'interno di una comune religiosa israelitica in Michigan. Il suo stipendio dell'epoca ammontava a circa 1 500 dollari al mese, a fronte dei circa 500 dei propri compagni di squadra.
Terminata l'esperienza con la House of David, Babe Didrikson decise di dedicarsi al golf.

## Palmarès
| Anno | Manifestazione  | Sede        | Evento                 | Risultato | Prestazione | Note            |
| ---- | --------------- | ----------- | ---------------------- | --------- | ----------- | --------------- |
| 1932 | Giochi olimpici | Los Angeles | 80 m hs                | Oro       | 11"7        | Record mondiale |
| 1932 | Giochi olimpici | Los Angeles | Salto in alto          | Argento   | 1,65 m      | Record mondiale |
| 1932 | Giochi olimpici | Los Angeles | Lancio del giavellotto | Oro       | 43,69 m     | Record olimpico |

## Tornei Major

### Vittorie (10)
| Anno | Campionato                | Punteggio di vittoria | Margine  | Seconda             |
| ---- | ------------------------- | --------------------- | -------- | ------------------- |
| 1940 | Women's Western Open      | 5 & 4                 | 5 & 4    | Mrs. Russell Mann   |
| 1944 | Women's Western Open      | 7 & 5                 | 7 & 5    | Dorothy Germain (a) |
| 1945 | Women's Western Open      | 4 & 2                 | 4 & 2    | Dorothy Germain (a) |
| 1947 | Titleholders Championship | +4 (78–81–71–74=304)  | 5 colpi  | Dorothy Kirby (a)   |
| 1948 | U.S. Women's Open         | E (75–72–75–78=300)   | 8 colpi  | Betty Hicks         |
| 1950 | Titleholders Championship | +10 (72–78–73–75=298) | 8 colpi  | Claire Doran (a)    |
| 1950 | Women's Western Open      | 5 & 3                 | 5 & 3    | Peggy Kirk          |
| 1950 | U.S. Women's Open         | −9 (75–76–70–70=291)  | 9 colpi  | Betsy Rawls (a)     |
| 1952 | Titleholders Championship | +11 (74–73–73–79=299) | 7 colpi  | Betsy Rawls         |
| 1954 | U.S. Women's Open         | +3 (72–71–73–75=291)  | 12 colpi | Betty Hicks         |